# Хокинс, Пола
Пола Хокинс (англ. Paula Hawkins, р. 26 августа 1972) — британская писательница, получившая широкую известность после публикации романа «Девушка в поезде» (2015).
Хокинс родилась и выросла в Хараре, столице Зимбабве. Её отец был профессором экономики и финансовым журналистом. В 1989 году в возрасте 17 лет она переехала в Лондон. Поступила в Оксфордский университет, где изучала философию, политологию и экономику. Работала журналистом в газете The Times, освещала бизнес-тематику. В дальнейшем работала на внештатной основе в ряде изданий, написала книгу финансовых советов для женщин The Money Goddess («Богиня денег»).
Около 2009 года Хокинс начала писать романтические комедии под псевдонимом Эми Сильвер (Amy Silver). Написала четыре романа, в том числе Confessions of a Reluctant Recissionista, однако эти работы не имели коммерческого успеха. Популярность писательнице принесла более серьёзная история — триллер, затрагивающий темы домашнего насилия, алкоголизма и наркомании, — «Девушка в поезде». На написание этого бестселлера у Хокинс ушло шесть месяцев, в течение которых она не занималась ничем иным. Чтобы завершить работу, ей даже пришлось одолжить денег у отца, который поддержал её в период тяжёлого материального положения.
Роман «Девушка в поезде» стал бестселлером. Он был издан в середине января 2015 года. К началу марта было продано более одного миллиона экземпляров романа, а к апрелю — уже полтора миллиона. В течение 20 недель роман находился на верхней строчке британского рейтинга книг, изданных в твёрдой обложке, что стало новым рекордом.
В 2017 году Хокинс опубликовала детектив «В тихом омуте» (англ. Into the Water).